# Indigo Shire
Koordinaten: 36° 21′ S, 146° 41′ O

Indigo Shire ist ein lokales Verwaltungsgebiet (LGA) im australischen Bundesstaat Victoria. Das Gebiet ist 2040,1 km² groß und hat etwa 16.000 Einwohner.
Indigo liegt an der Nordgrenze Victorias etwa 280 km nordöstlich der Hauptstadt Melbourne und schließt folgende Ortschaften ein: Barnawatha, Beechworth, Chiltern, Kiewa, Rutherglen, Stanley, Tangambalanga, Wahgunyah und Yackandandah. Der Sitz des City Councils befindet sich in Beechworth im Südwesten der LGA.
Indigo war ehemals eine große Goldgräberregion und Chiltern und Beechworth waren in den 1850er Jahren zwei große Zentren mit mehreren Tausend Bewohnern. Heute ist insbesondere Beechworth berühmt für seine vielen historischen Gebäude aus der Zeit.
Heute ist das Shire eher landwirtschaftlich geprägt, so ist Rutherglen ein recht bekanntes Weingebiet, und es lebt von seiner Lage im Einzugsgebiet des Großraums Albury-Wodonga.

## Verwaltung
Der Indigo Shire Council hat sieben Mitglieder, die von den Bewohnern der LGA gewählt werden. Indigo ist nicht in Bezirke untergliedert. Aus dem Kreis der Councillor rekrutiert sich auch der Mayor (Bürgermeister) des Councils.